# 佐呂間駅

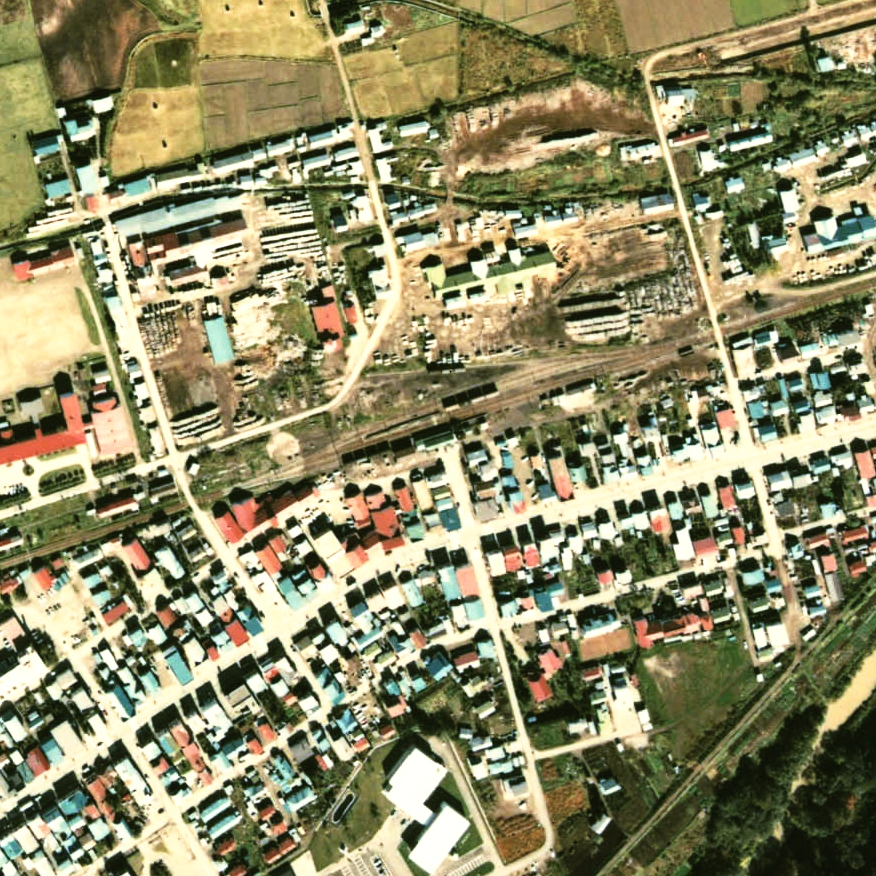
1977年の佐呂間駅と周囲約500m範囲。右が網走方面。相対式ホーム2面2線と駅裏側に3本の副本線、駅舎横の中湧別側に貨物ホームと引込み線、駅裏の木工場へ引込み線を有していた。かつては小さな機関区を持っていて、駅裏の中湧別側に見える白く丸いものが、埋められた転車台の跡。

佐呂間駅（さろまえき）は、北海道（網走支庁）常呂郡佐呂間町字永代町にかつて存在した、日本国有鉄道（国鉄）湧網線の駅（廃駅）である。電報略号はロマ。事務管理コードは▲122404。

## 歴史
- 1936年（昭和11年）10月17日 - 鉄道省湧網西線、計呂地駅 - 当駅間の延伸開通に伴い、中佐呂間駅（なかさろまえき）として開業[1]。一般駅[1]。
- 1949年（昭和24年）6月1日 - 公共企業体である日本国有鉄道に移管。
- 1953年（昭和28年）10月22日 - 当駅 - 下佐呂間駅（後の浜佐呂間駅）間の延伸開通（全通）により路線名が湧網線に改称され、それに伴い同線の駅となる。同時に佐呂間駅に改称[1]。
- 1982年（昭和57年）3月29日 - 貨物の取り扱いを廃止[1]。
- 1984年（昭和59年）2月1日 - 荷物の取り扱いを廃止[1]。
- 1987年（昭和62年）3月20日 - 湧網線の全線廃止に伴い、廃駅となる[1]。

### 駅名の由来
当駅が所在していた地名より。地名は、アイヌ語の「サル・オマッ・ペッ」（芦原にある川）の転訛した「サロマペッ」の前半部分に由来する。佐呂間川を指す。
旧駅名の中佐呂間（なかさろま）は、佐呂間の中央部に位置していたため、「中」を冠した。

## 駅構造
廃止時点で、単式ホーム・島式ホーム（片面使用）を複合した計2面2線のホームと線路を有する地上駅で、列車交換可能な交換駅であった。互いのホームは、駅舎側ホーム東側と対向側ホーム東側を結んだ構内踏切で連絡した。駅舎側ホーム（北側）が上りの1番線、対向側ホーム（南側）が下りの2番線となっていた。島式ホームの外側の1線は副本線として側線扱いで残っていた。この副本線の外側に側線を3線（うち1線は行き止まり）、副本線中途から分岐する行き止まりの短い側線を東西に各1線有した。そのほか、1番線の中湧別方から駅舎側に分岐し駅舎東側のホーム切欠き部分の貨物ホームへの貨物側線を1線、本線の網走方・1、2番線の収束部分の転轍機手前から駅舎側に分岐する側線を1線有していた。
職員配置駅で、駅舎は構内の北側に位置し単式ホーム中央部分に接していた。駅舎とは別棟でトイレ棟を有した。トイレ棟は、駅前広場から向かって駅舎の右側にあった。

## 利用状況
乗車人員の推移は以下のとおり。年間の値のみ判明している年については、当該年度の日数で除した値を括弧書きで1日平均欄に示す。乗降人員のみが判明している場合は、1/2した値を括弧書きで記した。
| 年度               | 乗車人員 | 乗車人員 | 出典  | 備考 |
| 年度               | 年間     | 1日平均  | 出典  | 備考 |
| ------------------ | -------- | -------- | ----- | ---- |
| 1978年（昭和53年） |          | 267      | [ 6 ] |      |

## 駅周辺
- 北海道道103号留辺蘂浜佐呂間線
- 北海道道961号富武士佐呂間線
- 佐呂間町役場
- 佐呂間郵便局
- 北海道佐呂間高等学校
- 佐呂間町立佐呂間中学校
- 佐呂間町立佐呂間小学校
- 佐呂間別川[7]
- JAサロマ 本所事業所（佐呂間町農業組合）
- Aコープ サロマ

## バス路線

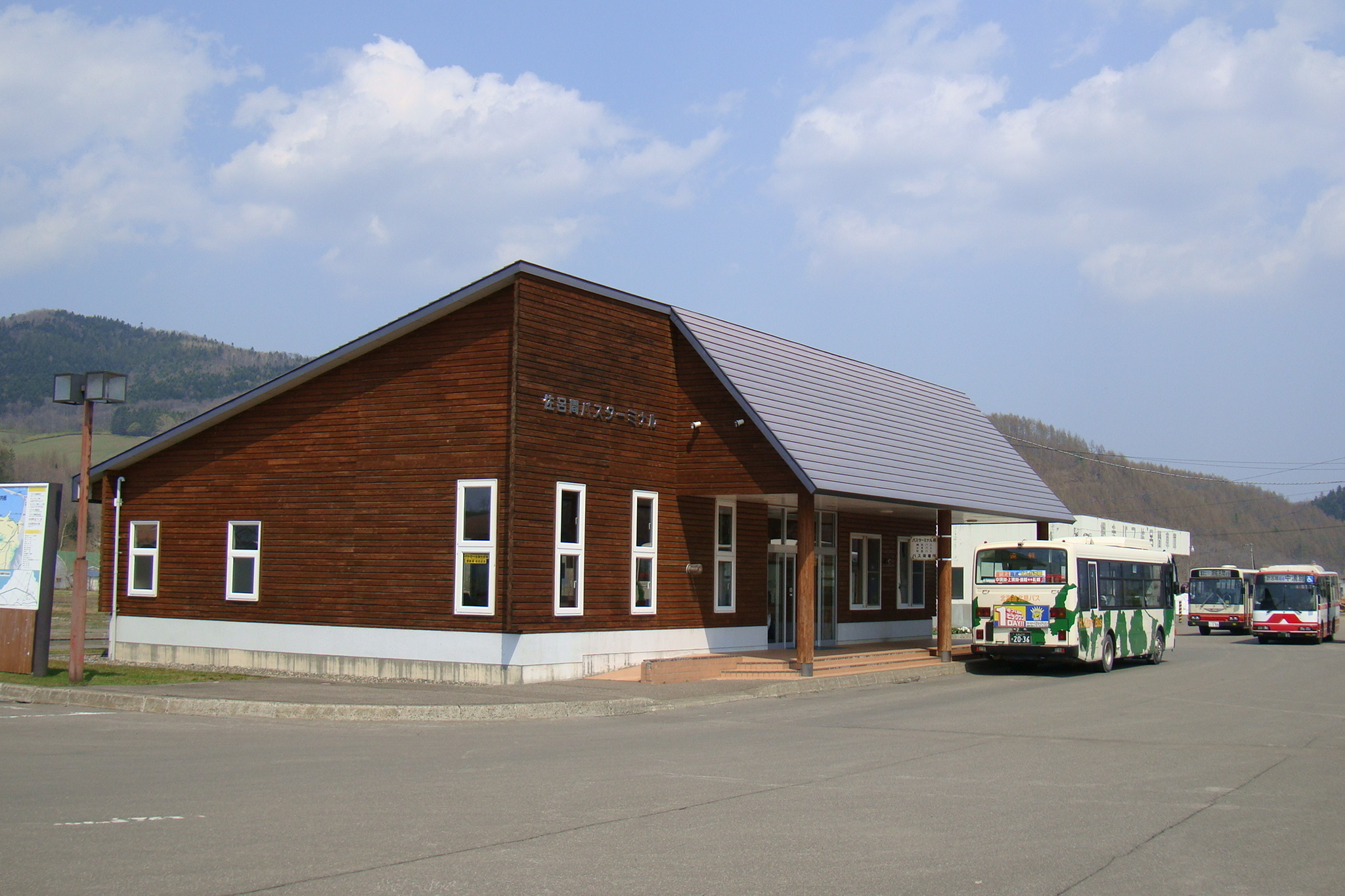
佐呂間バスターミナル

構内跡地にバスターミナルやバス車庫が設置されている。網走バス佐呂間案内所が設置され北海道北見バスも乗り入れていたが、網走方面、中湧別方面、遠軽方面、留辺蘂方面の路線とともに2010年（平成22年）10月1日に廃止され、同日より佐呂間町ふれあいバスが町内路線を中心に運行する。

## 駅跡
旧駅構内は、1989年（平成元年）4月から佐呂間町により「佐呂間町交通公園」として整備された。跡地は造成され公園となり、D51形蒸気機関車D51 565号機と、それに連結して珍しい郵便・荷物合造車であるスユニ50形 500番台スユニ50 517、ヨ8000形車掌車ヨ 8017の3輌、またD51の隣にDE10形ディーゼル機関車DE10 1677号機と、合計4輌の車輌が静態保存・展示されている。冬期には降雪のため閉鎖となるがその際には全ての車輌に幌が掛けられるなど、保存に配慮がされている。敷地内には腕木式信号機が2本設置保存されており、転轍てこも存在する。
また、旧駅舎をイメージして新築された「鉄道記念館」が開設され、館内に駅名標、閉塞器、通標、保線用具、備品、乗車券、駅スタンプ、写真パネルなどの湧網線関連資料が保存・展示されている。
以上は2010年（平成22年）時点のもので、2011年（平成23年）時点でも同様の状況であった。
鉄道記念館は防犯上の理由で施錠されており、中に立ち入るには管理者への申し込みが必要。

保存車輌
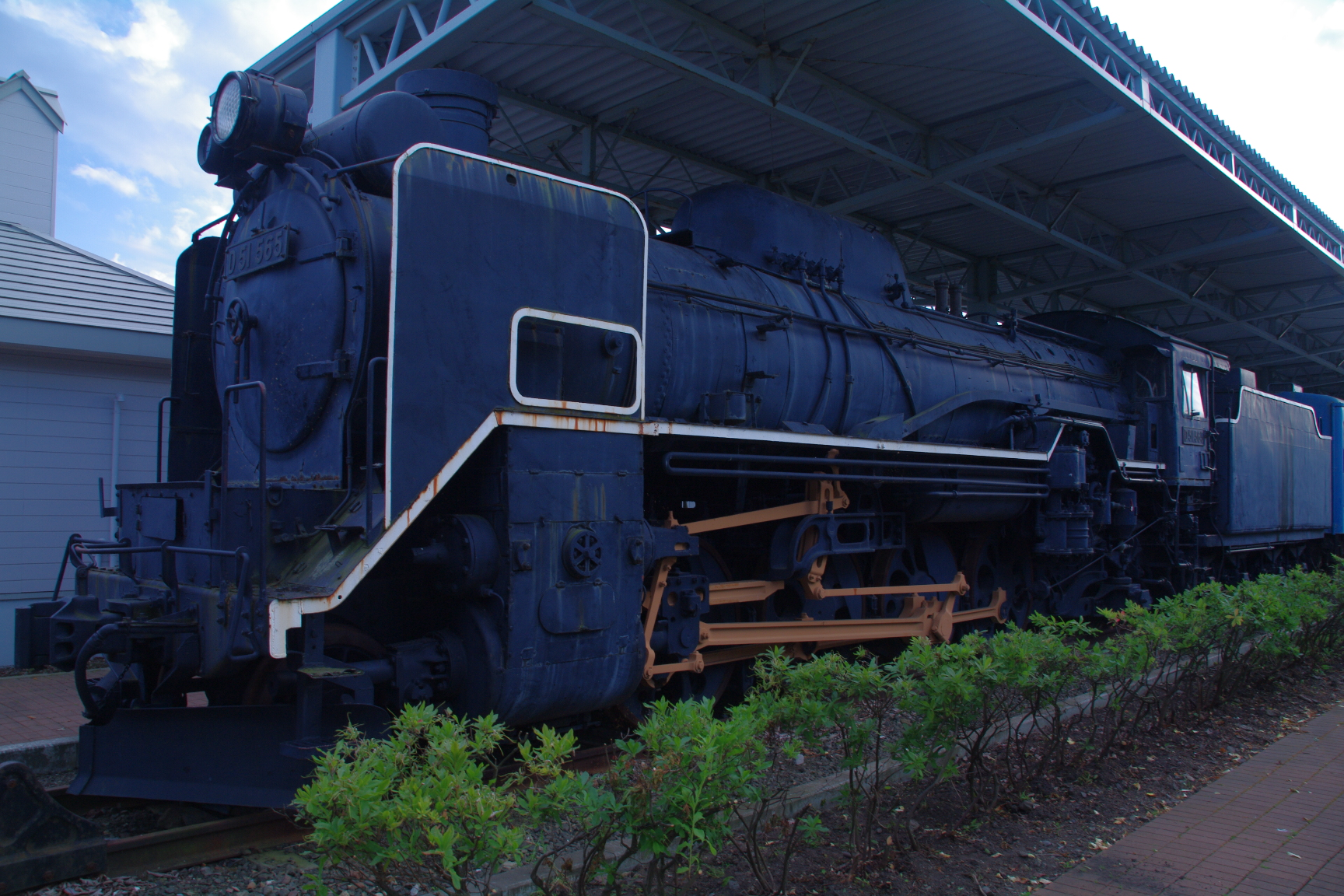
D51 565
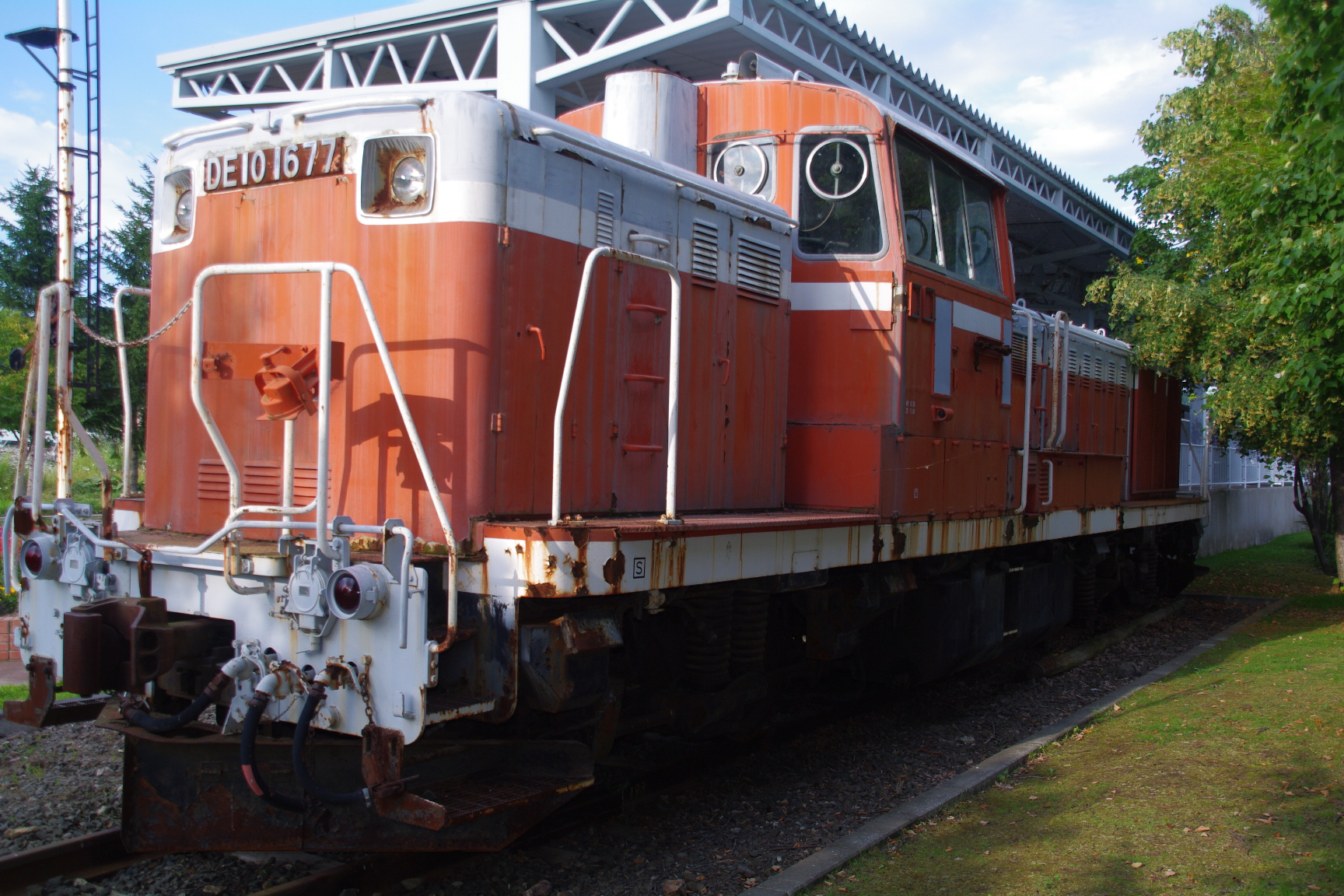
DE10 1677
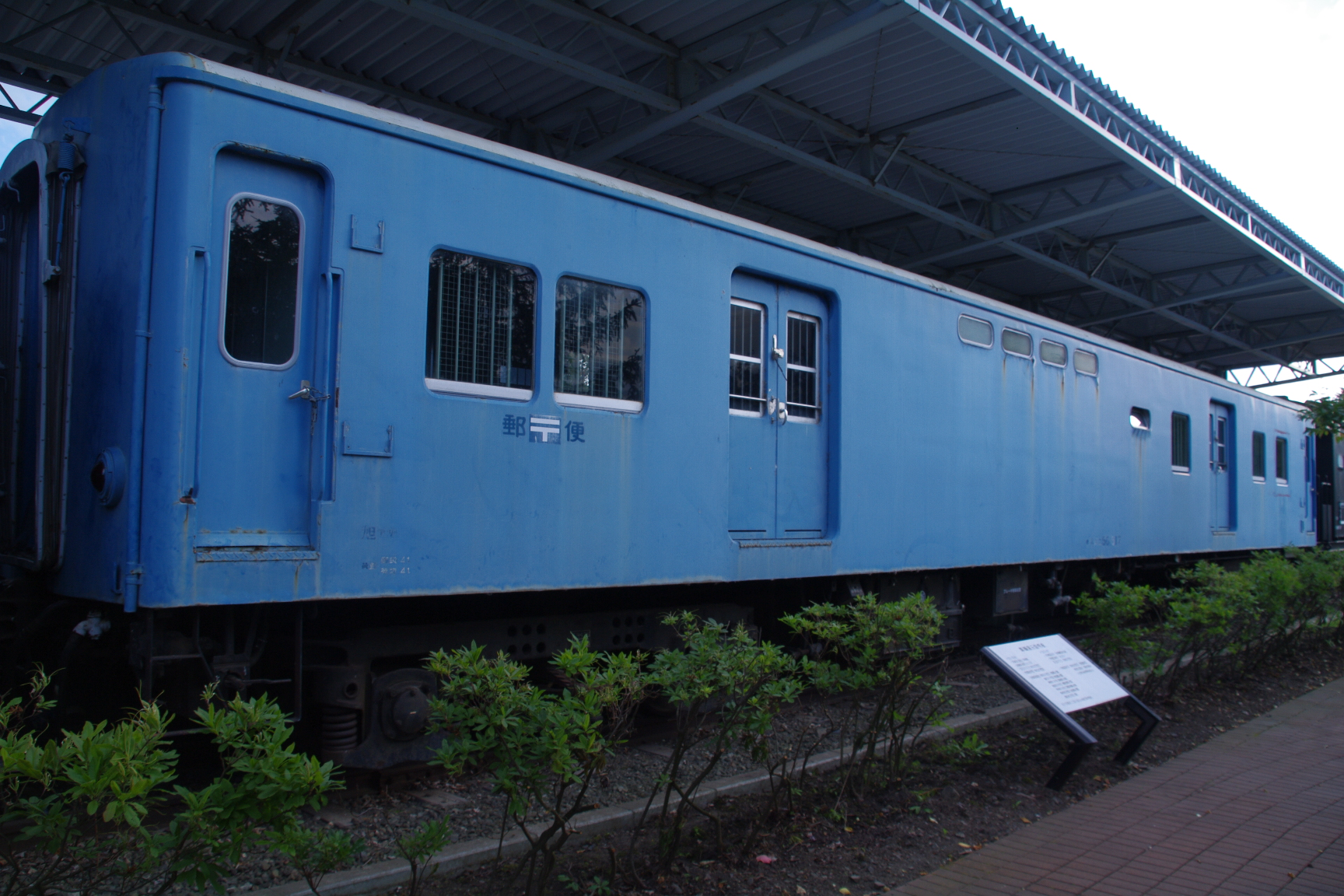
スユニ50 517
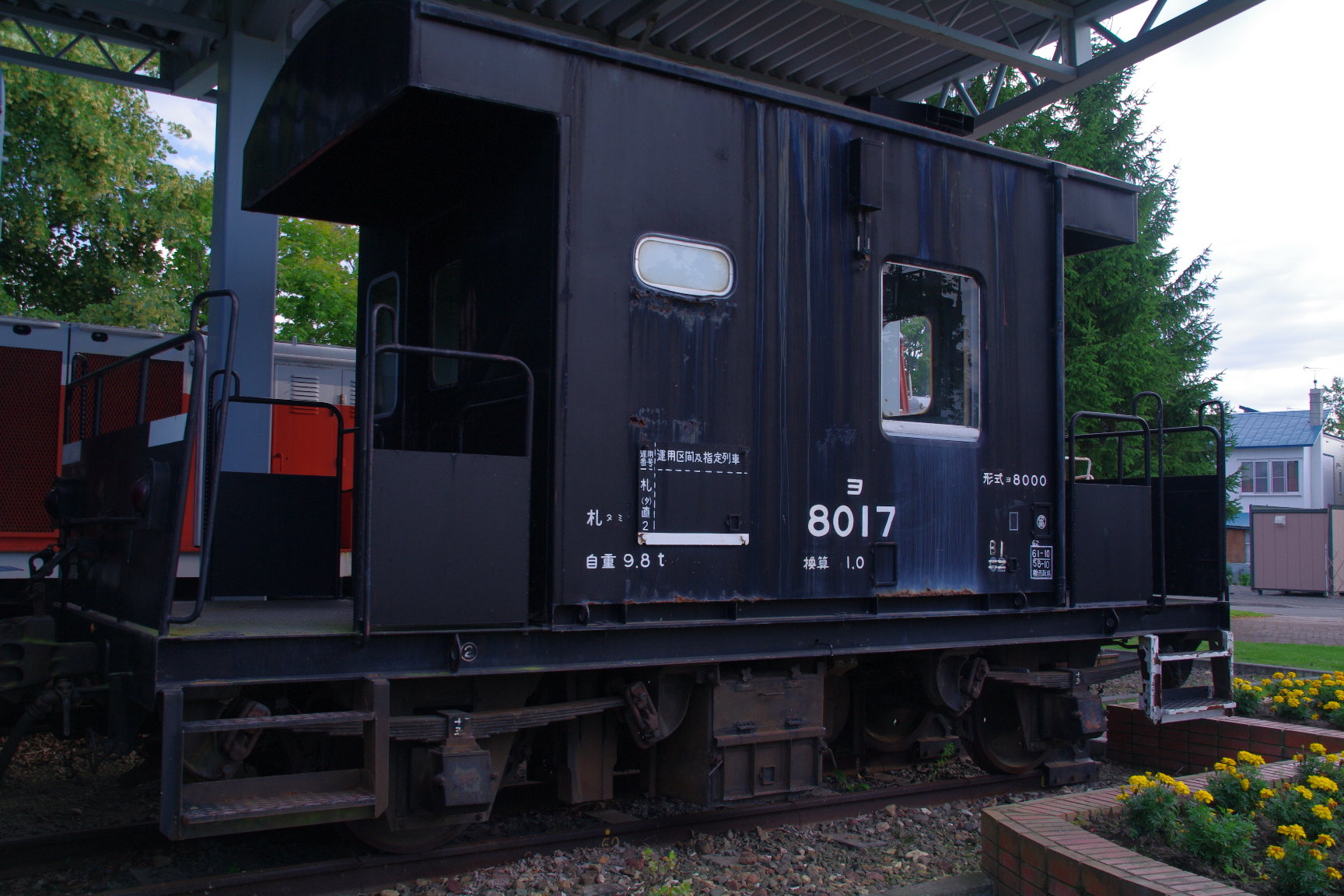
ヨ8017

## 隣の駅
日本国有鉄道
湧網線
床丹駅 - <若里仮乗降場> - 佐呂間駅 - <堺橋仮乗降場> - <興生沢仮乗降場> - 知来駅